# Gran Parada Militar del Perú
De todas las ceremonias que se desarrollan durante las celebraciones por Fiestas Patrias en el Perú la Gran Parada Militar, es un imponente desfile que se lleva a cabo cada 29 de julio en honor a las Fuerzas Armadas del Perú.
Esta se realiza un día después de finalizado el Te Deum, ceremonia religiosa llevada a cabo anualmente cada 28 de julio en la Catedral de Lima con asistencia del Presidente de la República y sus Ministros de Estado.

## Historia
- Desde fines del siglo XIX hasta 1938 el Te Deum y la parada militar se realizaban juntos cada 28 de julio en la Plaza Mayor de Lima.

- Sin embargo, el 28 de julio de 1921, con motivo del centenario de la independencia del Perú, la parada militar se realizó en la plaza Bolívar.

- Desde 1939 la parada militar cambia de escenario al Campo de Marte de Lima, (antiguo Hipódromo de Santa Beatriz) realizándose ininterrumpidamente hasta 1960.

- A partir de 1939 se establece que el Te Deum se realice cada 28 de julio y la parada militar cada 29 de julio.

- En 1963, la parada militar volvió a cambiar de escenario llevándose a cabo, hasta 1975, en la avenida Brasil de Lima. Por los sucesos del golpe de Estado del 17 de julio de 1962, liderado por el general Ricardo Pérez Godoy, se dispuso nuevas elecciones en 1963, siendo electo presidente de la república el arquitecto Fernando Belaúnde Terry, quien lideró el desfile el 29 de julio de ese año; obviamente en 1962 no hubo desfile. Hasta 1961, las paradas se realizaban en el Campo de Marte de Lima.

- Con motivo de los sucesos del 5 de febrero de 1975 (huelga policial) la parada militar es suspendida, suspensión que se prolongaría en los siguientes tres años (1976-1978).

- El 29 de julio de 1979, con motivo del centenario de la Guerra del guano y del salitre, se reanuda la parada militar en la avenida Brasil, escenario que mantendría hasta 1985.

- No obstante, el 27 de julio de 1984, la parada militar se llevó a cabo en la avenida y plaza Grau de Lima con ocasión del sesquicentenario del nacimiento del Gran Almirante del Perú Miguel Grau Seminario.

- Durante el período 1986 - 1989 el presidente Alan García Pérez, por “medidas de seguridad”, dispone que la Plaza Mayor de Lima vuelva a ser el escenario oficial de la parada militar.

- En 1990, la parada militar retornó al Campo de Marte (avenida de la Peruanidad), escenario que se mantendría hasta 1992.

- En 1993, el presidente Alberto Fujimori, argumentando necesidades de agenda, dispuso que la parada militar se realice el 27 de julio de dicho año en la avenida Brasil, escenario que se mantendría hasta 1996.

- En 1997, la parada militar vuelve al Campo de Marte manteniéndose hasta 1999.

- Al comenzar el siglo XXI, en 2000, luego de la marcha de los 4 suyos (manifestaciones de protesta contra la discutida reelección presidencial), el gobierno de Fujimori decidió llevar a cabo la parada militar, que inicialmente se iba a efectuar en el Campo de Marte, en el Cuartel General del Ejército.

- En 2001, el presidente Alejandro Toledo, que tenía en su agenda estar el 29 de julio en el Cusco, dispuso que la parada militar se realice el 30 de julio en la avenida Brasil.

- No obstante, el presidente Toledo en 2002, ordena que el Campo de Marte sea de nuevo el escenario de la parada militar, manteniéndolo hasta 2004, sin embargo en 2005 el presidente Toledo, dispone, otra vez, que la avenida Brasil sea el escenario de la parada militar, escenario que se ha mantenido hasta 2007, pues en 2008, por medidas de seguridad, la parada militar se realizó, una vez más, en el Campo de Marte.

- En 2009 el gobierno del presidente Alan García Pérez suspendió la Gran Parada militar para evitar la propagación del virus AH1N1, habiéndose realizado esta, con motivo del día del Ejército del Perú y aniversario de la batalla de Ayacucho (9 de diciembre), el 8 de diciembre de dicho año en el Campo de Marte.

- En el 2010 nuevamente se realizó la Gran Parada Militar en la fecha usual que es el 29 de julio y el escenario volvió a ser en la avenida Brasil.

- En el período 2011 - 2015 la Gran Parada Militar se realizó en la avenida Brasil, siendo esta presidida por el presidente Ollanta Humala. En caso de la edición de 2011 desfilaron delegaciones extranjeras de las fuerzas armadas de otros países como Chile, Colombia, Ecuador, Venezuela, Brasil y Bolivia. En 2012 desfilan los integrantes del Cuerpo General de Bomberos Voluntarios del Perú después de 10 años de ausencia.

- En 2020, el gobierno del presidente Martín Vizcarra suspendió la gran parada militar para evitar la propagación del SARS-CoV-2, virus que ocasiona la enfermedad de COVID-19.

- En 2021, en el gobierno de Pedro Castillo, se decidió retomar la parada militar, suspendida el 2020 por la pandemia de COVID-19, pero esta vez se realizó en la sede del Cuartel General del Ejército en San Borja, con motivo del aniversario del Bicentenario de la independencia del Perú.

- En 2023, en el gobierno de Dina Boluarte, la parada militar volvió a la avenida Brasil después de 3 años de originarse la pandemia de COVID-19.

## Invitados Oficiales
En la ceremonia participan las Fuerzas Armadas Militares y Policiales. A lo largo de su escenario, se instalan tribunas con telas de color rojo y blanco, en alusión a los colores de la bandera peruana. En el centro se encuentra la Tribuna Oficial donde se ubican:
- La Presidenta de la República
- El primer caballero de la Nación acompañado de la familia presidencial.
- El primer ministro del Perú
- Los miembros del Gabinete Ministerial
- Los vicepresidentes de la República
- El presidente del Congreso de la República
- Los Congresistas de la República
- El Presidente del Poder Judicial
- El presidente de la Junta Nacional de Justicia
- El alcalde de Lima
- El fiscal de la Nación
- Los magistrados del Tribunal Constitucional
- El contralor general de la República
- El Arzobispo de Lima
- Los representantes de las Fuerzas Armadas y Policiales.
- Y otros distinguidos invitados pertenecientes a la clase política del Perú.

## Orden

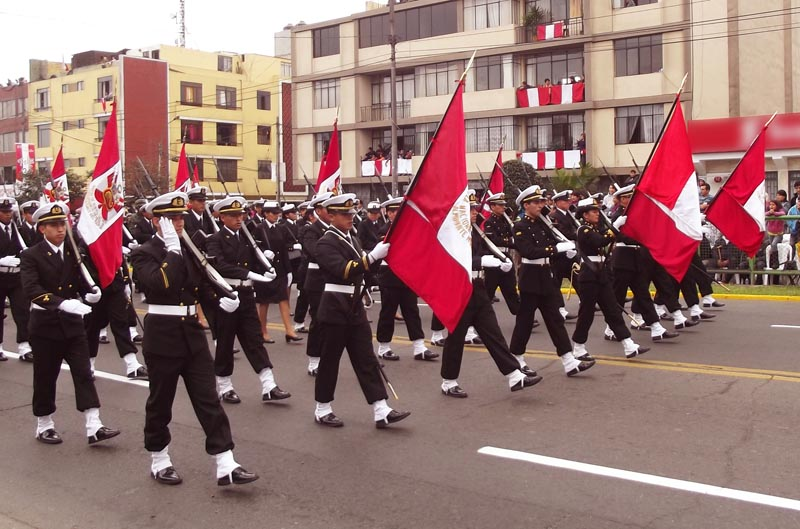
Marina de Guerra del Perú. Parada Militar 2012.

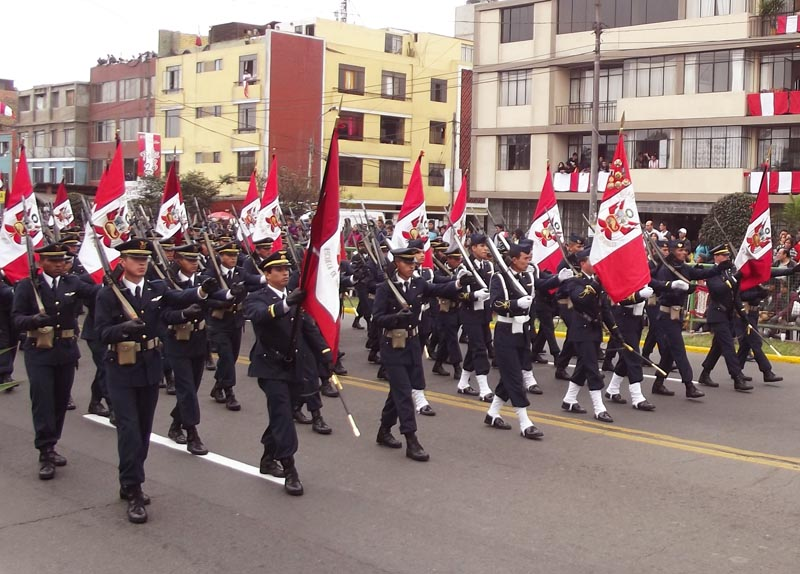
Fuerza Aérea del Perú. Parada Militar 2012.

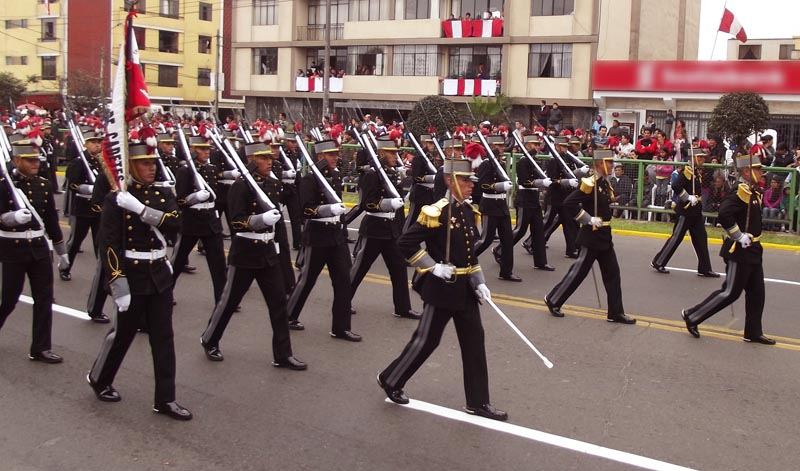
Cadetes de la Escuela Militar de Chorrillos. Parada Militar 2012.

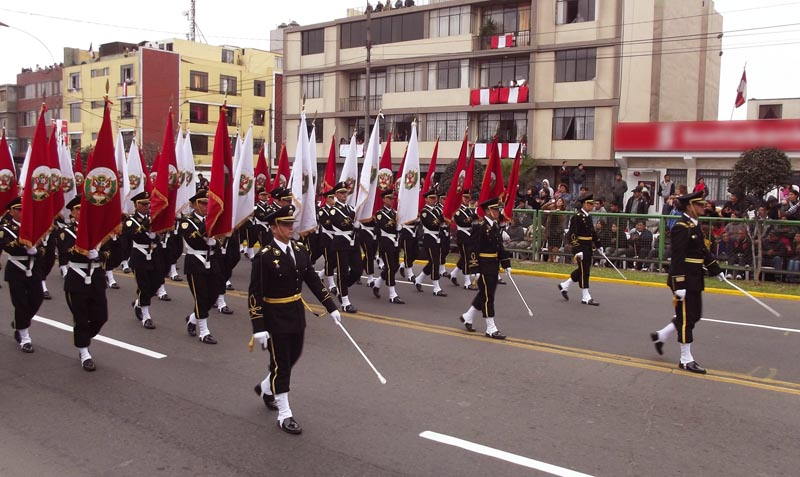
Policía Nacional del Perú. Parada Militar 2012.

La Gran Parada Militar comienza con la revista de la Guardia de Honor de las Fuerzas Armadas Militares y Policiales del Perú, anteriores del izamiento de la Bandera del Perú, interpretación del Himno Nacional del Perú y los honores a los caídos de las Fuerzas Armadas Militares y Policiales. Posteriores del ceremonia, cuando el General de División EP Comandante de la Guarnición Militar de Lima y Jefe de Línea, se acerca al Presidente de la República para solicitar su autorización para iniciar el desfile. Una vez concedido el permiso, inicia el desfile la Compañía de Comandos "Chavín de Huantar" seguida por el agrupamiento de las Unidades Históricas y Fuerzas de Paz, que congrega a las unidades siguientes:
- Batallón de Infantería Motorizada "Legión Peruana" N.º 1 y la Batería de Artillería Volante de la Legión Peruana de la Guardia del Ejército del Perú
- Compañía de Infantería de Marina "Capitán de Navío AP Juan Fanning García" de la Marina de Guerra del Perú
- 72.ª Escuadrilla - Sección de Paracaidistas de la Fuerza Aérea del Perú
- Compañía histórica policial "Mariano Santos Mateo" por la Policía Nacional del Perú
- Contingente peruano participante en las misiones de paz de la Organización de las Naciones Unidas (Batallón "Perú") y veteranos del este unidad.

Con estos unidades desfilan en la inicio de la Gran Parada los siguientes desde 2013: 
- Instituto Nacional Penitenciario
- Cuerpo General de Bomberos Voluntarios del Perú
- Instituto Nacional de Defensa Civil
- Seguridad Ciudadana de la Municipalidad de Lima
- Asociación de exalumnos del Colegio Militar "Coronel EP Leoncio Prado Gutiérrez"

### Primer Agrupamiento
Marina de Guerra del Perú (congrega a la Escuela Naval del Perú, Escuela Nacional de Marina Mercante "Almirante Miguel Grau", Centro de Instrucción Técnica y Entrenamiento Naval (CITEN), Escuela de Enfermeras "Cirujano Mayor Felipe Rotalde de Romaña", Brigada de Infantería de Marina, Reserva de la Marina, Fuerza de Operaciones Especiales, Guardacostas, Policía Naval y aviones del Aviación Naval).

### Segundo Agrupamiento
Fuerza Aérea del Perú (congrega a la Escuela de Oficiales de la Fuerza Aérea del Perú, Instituto de Educación Superior Tecnológico Aeronáutico “Suboficial Maestro de Segunda FAP Manuel Polo Jiménez”, Grupos Aéreos de la Guarnición Aérea de Lima, Grupo de Fuerzas Especiales, Defensa Aérea, Personal de la Reserva Aérea, Policía Militar de Aviación y aviones de combate que sobrevuelan la ciudad).

### Tercer Agrupamiento
Ejército del Perú (congrega a la Escuela Militar de Chorrillos, Colegio Militar "Coronel EP Leoncio Prado Gutiérrez", Instituto de Educación Superior Tecnológico Público del Ejército "Escuela Técnica del Ejército del Perú - Sargento 2do. EP Fernando Lores Tenazoa", Escuela de Enfermeras del Ejército y otras escuelas, Batallones de Infantería, Artillería, Ingeniera, de Fuerzas Especiales, de Policía Militar, de Reserva del Ejército, de Servicios y Escuadrillas de helicópteros artillados y aviones de la Aviación del Ejército).

### Cuarto Agrupamiento
Policía Nacional del Perú (congrega a la Escuela de Oficiales de la Policía Nacional del Perú "Inspector de Guardias GC Mariano Santos Mateo", Escuela de Guardias "Capitán GC Alipio Ponce Vásquez", Escuela de Guardias de la Policía Femenina, Escuela de Enfermeras, Unidades Policiales de servicio policial básico y especial y aviones y helicópteros de la Dirección de Aviación Policial de la Policía Nacional).

### Quinto Agrupamiento
Unidades a caballo del Ejército del Perú y de la Policía Nacional (congrega al Escuadrón de la Escuela de Caballería de la Escuela Militar de Chorrillos, los dos Regimientos de Caballería del Ejército Peruano: Regimiento de Caballería de Guardias Dragones "Mariscal Domingo Nieto" Escolta del Presidente de la República Peruana (reactivado mediante la Resolución Ministerial No 139-2012/DE/EP del 2 de febrero de 2012, firmada en el gobierno de Ollanta Humala Tasso), y Regimiento de Caballería Ligera "Glorioso Húsares de Junín Nº 1", Libertador del Perú, un Pelotón del Escuadrón de Caballería de la Escuela de Oficiales de la Policía Nacional del Perú "Inspector de Guardias GC Mariano Santos Mateo, Gran General de la Policía Nacional" y Pelotones del Departamento de Policía Montada de la Policía Nacional (ex 24.ª Comandancia de la Guardia Civil del Perú - Caballería).

### Sexto Agrupamiento
Unidades Motorizadas de las Fuerzas Armadas Militares y Policiales, y Cuerpo General del Bomberos Voluntarios (congrega a las Unidades Blindadas y Mecanizadas de los diversos Regimientos de Caballería Blindada, Batallones de Tanques, Infantería Blindada, Motorizada y Mecanizada, Grupos de Artillería Motorizada y Batallones de Ingeniería de Combate de la 18.ª Brigada Blindada del Ejército del Perú y otras brigadas y unidades, Unidades motorizadas blindadas, anfibias y misilísticas de la Marina de Guerra del Perú, Unidades motorizadas del Agrupamiento Coheteril de la Defensa Aérea de la Fuerza Aérea del Perú, aviones no tripulados y otros vehículos de la FAP, Unidades motorizadas de servicio policial básico y especial y vehículos de rescate y de acción rápida de la Policía Nacional del Perú, unidades motorizadas de la Instituto Nacional Penitenciario, unidades motorizadas del Benemérito Cuerpo General de Bomberos Voluntarios del Perú, compuesta de los brigadas de bomberos ciudadanos y municipales del país y unidades motorizadas del Instituto Nacional de Defensa Civil (INDECI)).